# 陳愷寧
陳愷寧（1995年2月2日－），臺灣政治人物、社會運動者、交通改革運動者、調酒師，生於新北市永和區。現為行人零死亡推動聯盟理事長、台灣公民陣線活動部主任、經濟民主連合新北工作隊活動組主任。代表台灣維新參選2020年立法委員選舉新北市第九選舉區立法委員；2024年，再次以台灣維新候選人身份競選該區立委，均未當選。

## 社會運動
2023年為行人零死亡推動聯盟籌劃還路於民大遊行，隔年1月當選行人零死亡推動聯盟理事長。後續也規劃了許多行人路權遊行、交通改革、抗議交通部惡法記者會等活動。
2024年參與青鳥行動集會及街頭短講，後成為台灣公民陣線活動部主任、經濟民主連合新北工作隊活動組主任。並與羅宜一起主持《公民陣線國會頻道》網路節目，以及部分相關青鳥運動的活動集會、罷免活動的主持人。
同時也關注女性議題。2024年11月，成為台灣反代孕行動小組發言人，並在12月與羅宜、台灣反代孕行動小組、台灣公民陣線、婦女新知基金會、台灣女人連線、小民參政歐巴桑聯盟、台灣原住民族青年公共參與協會，舉行「反對剝削女性 退回代孕法案」抗議立法院牆審代孕法案公民行動及記者會。

## 主持網路節目
| 開始時間      | 製作單位                   | 節目名稱             | 播出時間                     | 播出平台                                                    |
| ------------- | -------------------------- | -------------------- | ---------------------------- | ----------------------------------------------------------- |
| 2024年7月16日 | 台灣公民陣線、經濟民主連合 | 《公民陣線國會頻道》 | 不定期，但原則上每周播出一次 | 經濟民主連合Youtube及Facebook頻道、台灣公民陣線Facebook頻道 |

## 選舉紀錄
| 年度 | 選舉屆數             | 選舉區           | 所屬政黨 | 得票數 | 得票率 | 當選標記 | 備註 |
| ---- | -------------------- | ---------------- | -------- | ------ | ------ | -------- | ---- |
| 2020 | 第十屆立法委員選舉   | 新北市第九選舉區 | 台灣維新 | 4,881  | 2.67%  |          |      |
| 2024 | 第十一屆立法委員選舉 | 新北市第九選舉區 | 台灣維新 | 21,345 | 12.54% |          |      |

## 爭議事件
脫口秀演員曾博恩上架影片，遞五萬塊小費給外送員，對方身分是退休飛行員，十多年前曾墜機掉入新竹外海獲救、妻子探病過程中車禍身亡，並自稱淋巴癌纏身正獨力扶養小孩、家中長輩。不過外送員的故事隨即遭到質疑，軍方與曾博恩也在查證聯繫後證實，雖然對方確實當過軍人不過無失事紀錄，而陳愷寧則發文證實，該名外送員是她的父親。
在事件發酵後，立委參選人陳愷寧在臉書透露，該名外送員是她的父親、且媽媽並沒有過世，提到父母在小時候離異，從國中起與父親就有很長一陣子幾乎沒有聯絡，「對父親的事情大多也只是輾轉得知。他與博恩說的故事，其實也是我和弟弟，一直以來認知的事實。直到看見國防部的澄清，才知道並非真實發生。」
陳愷寧也提到，後來發現影片中有些資訊與事實不符，便向博恩聯繫，澄清她所知道的事實，並向博恩表達歉意，也願意退回五萬塊小費。「今天，收到許多詢問，很謝謝各方的關心。很抱歉我個人的家庭私事佔用公眾版面，也很抱歉影響國軍、外送員的形象，最重要的是，造成博恩被質疑造假的風波。我代替父親，和社會上受到影響的人，再次致上最深的歉意。」

## 外部連結
- 陳愷寧Facebook